# Застава Талахасија
Застава Талахасија, главног града Флориде садржи бели Андрејин крст на плавој подлози. На средини заставе, на месту где се укрштавају линије Андрејиног крста, налази се градски грб. По изгледу, застава Талахасија личи заставама Флориде и Шкотске.